# Imma mackwoodii
Imma mackwoodii är en fjärilsart som beskrevs av Moore 1887. Imma mackwoodii ingår i släktet Imma och familjen Immidae. Inga underarter finns listade i Catalogue of Life.